# Myrcie
Myrcie (Myrcia) je rod rostlin z čeledi myrtovité. Jsou to keře a stromy s jednoduchými vstřícnými listy a drobnými pravidelnými květy s dlouhými tyčinkami. Jsou opylovány zejména včelami sbírajícími pyl. Rod zahrnuje asi 300 druhů a je rozšířen v tropické Americe. Flavonoidy z myrcií mají hypoglykemický účinek a slouží při léčení cukrovky v západní i domorodé medicíně. Rostliny jsou také bohatým zdrojem silic, z nichž některé mají rovněž medicínské využití. Drobné plody některých druhů jsou jedlé. Stromovité druhy jsou lokálním zdrojem dřeva.

## Popis
Myrcie jsou keře a menší stromy, jen zřídka přesahující výšku 12 metrů. Listy jsou jednoduché, vstřícné, dosti rozmanitého vzhledu a velikosti. Některé druhy mají listy přeslenitě nahloučené na koncích větévek. Žilnatina je zpeřená. Květy jsou čtyřčetné nebo pětičetné, uspořádané v úžlabních až téměř vrcholových latách nebo výjimečně jednotlivé. Češule je stejně dlouhá jako semeník nebo delší. Kalich je složen ze 4 nebo 5 volných lístků a za plodu je zpravidla vytrvalý. Korunní lístky často sahají do poloviny tyčinek nebo jsou delší. Tyčinek je mnoho. Semeník obsahuje 2 až 3, řidčeji i 4 komůrky, v nichž se nachází po 2 vajíčkách. Plodem je bobule obsahující zpravidla 1 nebo 2 semena.

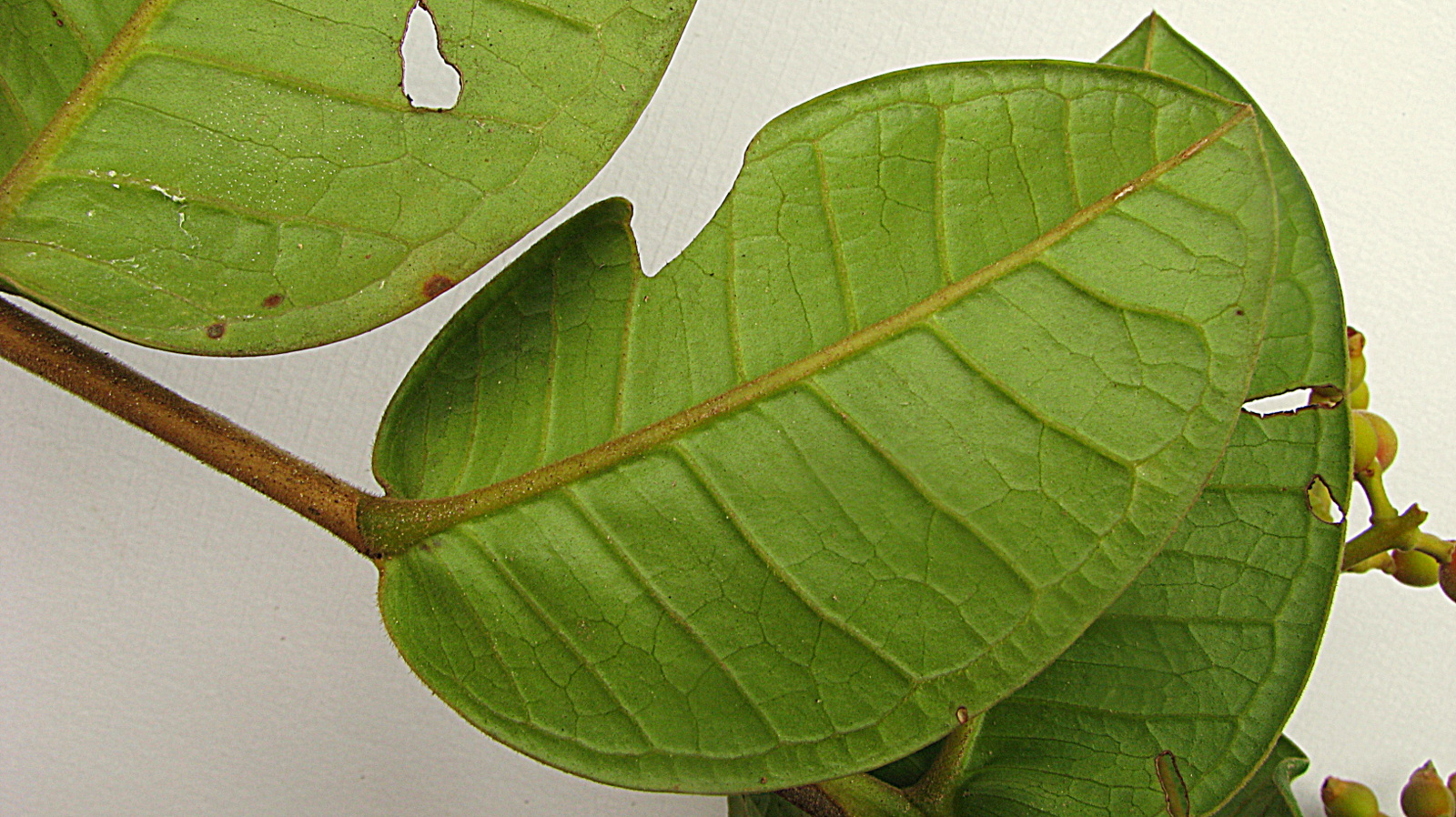
Detail žilnatiny M. rosangelae
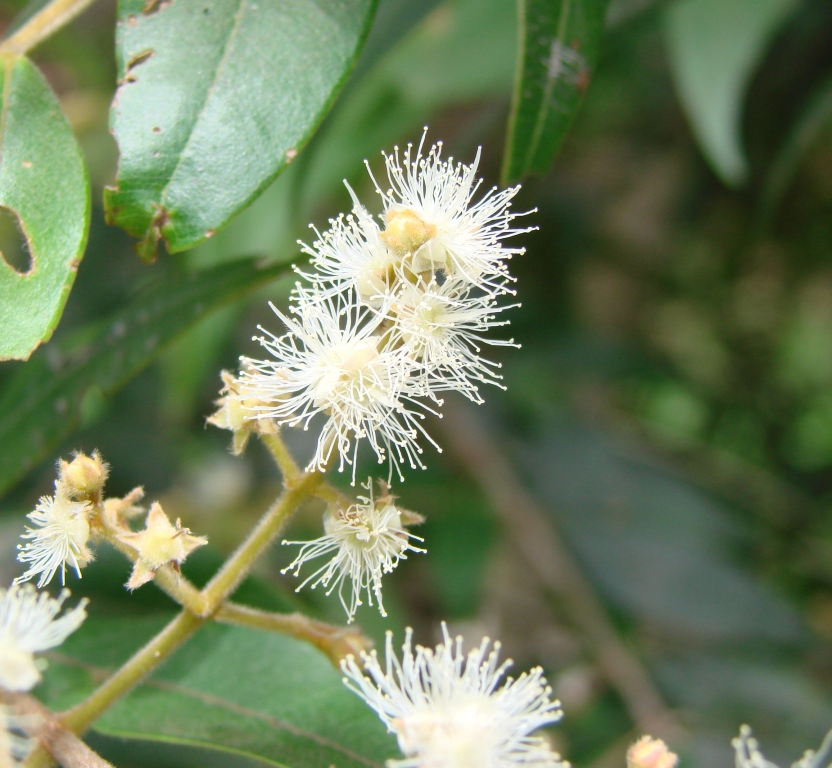
Květy M. rostrata
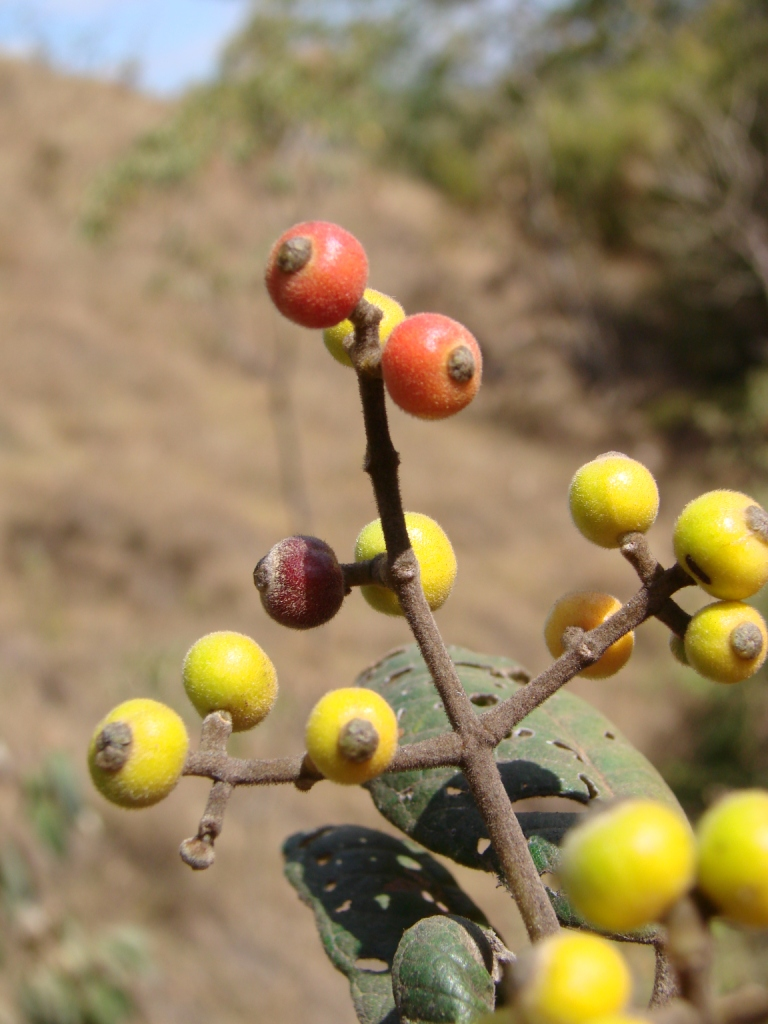
Plody M. fenzliana
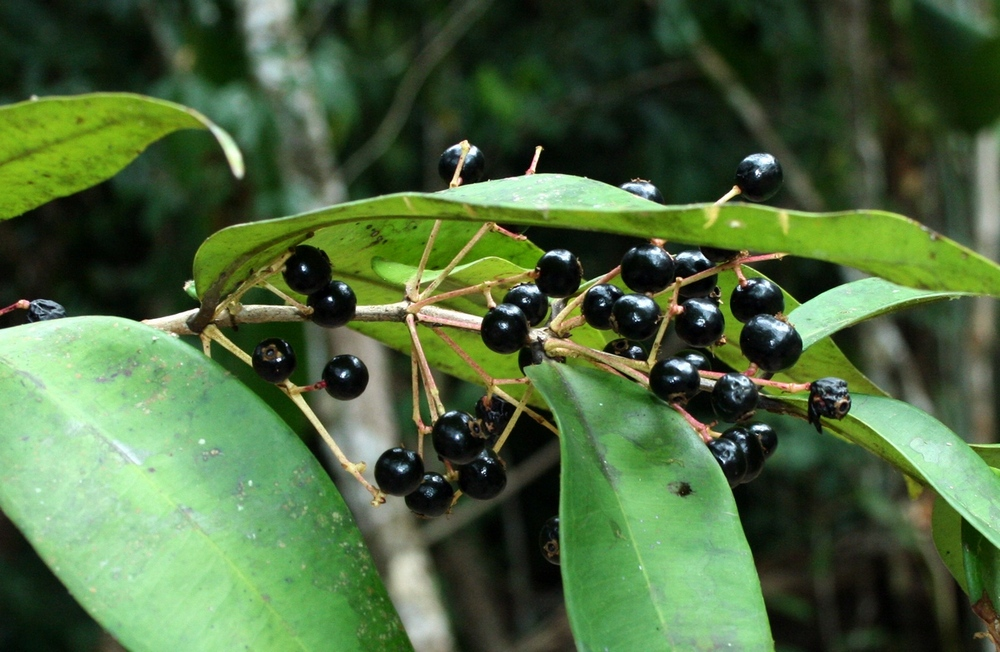
Plodná větévka M. fallax

## Rozšíření
Rod myrcie zahrnuje v současném pojetí asi 770 druhů. Je rozšířen výhradně v tropické Americe, kde je to 2. největší rod čeledi myrtovité. Areál rozšíření sahá od Mexika po severní Argentinu a Uruguay a zahrnuje i ostrovy Karibiku.
Největší počet druhů myrcií (přes 250) roste ve východní tropické Jižní Americe v biotopu známém jako jako atlantický les, kde myrcie představuje druhově nejbohatší rod stromů. Dále je hojně zastoupen v keřových formacích cerrado a caatinga a také v deštných lesích Amazonie.

## Ekologické interakce

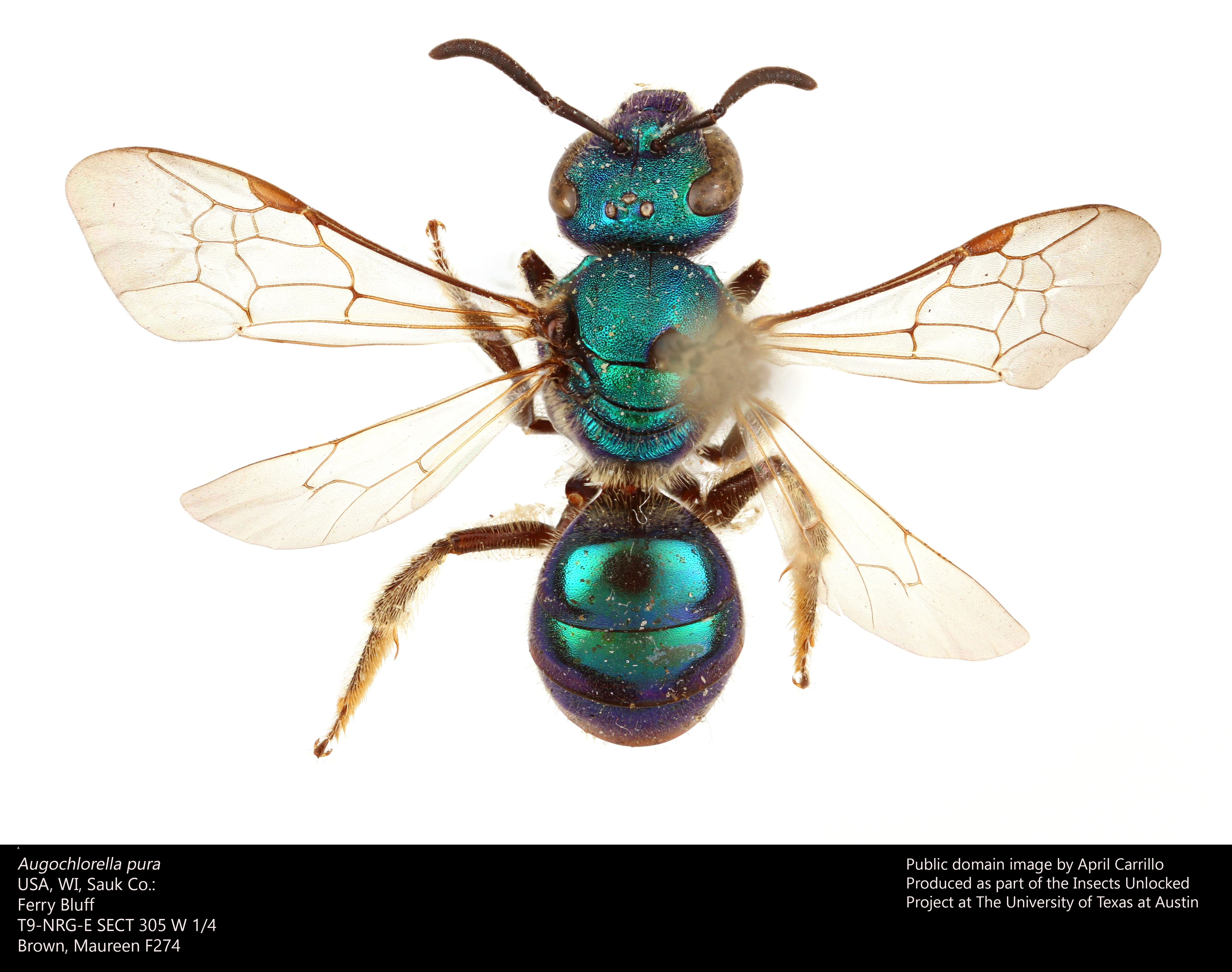
Včela rodu Augochlora

Květy myrcií jsou opylovány hmyzem, zejména různými včelami. Přinejmenším některé druhy nevytvářejí nektar a opylovači květy vyhledávají kvůli sběru pylu. V jihovýchodní Brazílii je navštěvuje např. mednatka Melipona rufiventris, Trigona spinipes a jiné včely z tribu Meliponini, čmelák Bombus morio, drvodělky rodu Xylocopa nebo různé druhy rodu Augochlora či "orchidejových včel" rodu Eufriesea z tribu Euglossini. Ve střední Brazílii náležejí mezi hlavní opylovače druhů Myrcia rostrata a M. tomentosa včely rodu Scaptotrigona, Anthodioctes, Augochlora či Thectochlora.

## Taxonomie
Rod Myrcia je řazen v rámci myrtovitých do podčeledi Myrtoideae a tribu Myrteae. Náleží mezi taxonomicky obtížné rody, zvláště co se týče vymezení jednotlivých druhů. V současné taxonomii je pojímán šířeji a zahrnuje i několik dalších, dříve samostatných rodů, protože jinak by nebyl monofyletický. Rody Calyptranthes (čepičnice) a Gomidesia tvoří podle fylogenetické studie z roku 2011 vývojové větve uvnitř rodu Myrcia. Rod Marlierea se objevuje dokonce ve 3 různých větvích tohoto rodu.

## Význam
Myrcie jsou důležitým zdrojem vonných silic. Extrakt Myrcia uniflora je prodáván jako prostředek k léčení diabetes mellitus. V domorodé medicíně Latinské Ameriky je k tomuto účelu používána celá řada druhů. U silic získaných z různých druhů myrcií byl prokázán protizánětlivý, protibolestivý a antimikrobiální účinek, u flavonoidů a odvozených látek zejména účinek hypoglykemický.
Plody M. hebepetala jsou jedlé, sladce voní a jsou natrpklé. V jižní a východní Brazílii jsou lokálně sbírány. Jedlé jsou i plody široce rozšířeného druhu M. splendens, dále M. albitomentosa, M. selloi aj.
Dřevo myrcií má pouze místní význam. Druh M. leptoclada má dřevo velmi tvrdé a těžké, které se v Karibiku používá zejména na kůly plotů a ohrad.
Druh Myrcia selloi je pěstován jako okrasná dřevina s dekorativní kůrou.